# Уэбер, Ши
Ши Майкл Уэбер (англ. Shea Michael Weber; 14 августа 1985, Сикамус, Британская Колумбия, Канада) — профессиональный хоккеист, защитник. Олимпийский чемпион 2010 и 2014 годов, чемпион мира 2007 года и победитель Кубка мира 2016 в составе сборной Канады. В 2024-м году был включён в Зал хоккейной славы. Права на игрока с 2024 года принадлежат клубу НХЛ «Юта», однако из-за полученной травмы в составе «Монреаль Канадиенс», не выходил на лёд с 2021 года. Обладает одним из сильнейших бросков в НХЛ, дважды победив в конкурсах «Суперскиллз» на силу броска с результатом свыше 108 миль/час.

## Юниорская карьера
До 17 лет Уэбер играл в одной из минорных канадских лиг за команду своего родного маленького городка Сикамус (население 4 тыс. человек) — Sicamous Eagles . В 2002 году был приглашен в клуб «Келоуна Рокетс», выступающему в Западной хоккейной лиге (WHL) — одной из трёх крупнейших юниорских канадских хоккейных лиг. Здесь Ши провёл три года, выиграв два титула чемпиона WHL (2003, 2005) и один Мемориальный кубок — трофей для победителя финального турнира чемпионов всех трёх крупнейших лиг (по сути, титул чемпиона Северной Америки среди молодёжи). Причём Мемориальный кубок достался «Рокетс» в 2004 году, когда они попали на финальный турнир лишь на правах хозяев (в плей-офф WHL они проиграли в полуфинале).
В июне 2003 года состоялся драфт Национальной хоккейной лиги, на котором Уэбера во втором раунде выбрал клуб «Нэшвилл Предаторз» под общим 49-м номером.

## Карьера в НХЛ

### Нэшвилл Предаторз
10 сентября 2004 года Уэбер подписал с «Нэшвилл Предаторз» трёхлетний контракт новичка на сумму $ 1,425 млн. Однако вступил в силу он лишь через год, когда Ши стукнуло 20 и его игра достаточно улучшилась для сильнейшей лиги Северной Америки. Впрочем, сезон 2005/2006 защитник начал в фарм-клубе «Предаторз» — «Милуоки Эдмиралс». 6 января 2006 года Уэбер дебютировал в НХЛ в матче против «Детройт Ред Уингз». Интересно, что причиной вызова Ши в основную команду стала травма российского защитника Даниила Маркова, выступавшего тогда за «Нэшвилл». Три месяца спустя, 6 апреля 2006 года, Уэбер забросил свою первую шайбу в НХЛ, поразив ворота «Сент-Луис Блюз». Регулярный чемпионат НХЛ Уэбер закончил, имея на своём счету 28 игр, в которых он забросил 2 шайбы и 10 раз ассистировал партнёрам. В плей-офф «Хищники» выступили неудачно, проиграв уже в первом раунде в пяти матчах «Сан-Хосе Шаркс». Они и не считались фаворитами серии, но болельщики рассчитывали на более упорную борьбу. После вылета из розыгрыша Кубка Стэнли Уэбера вновь отправили в «Милуоки», вместе с которым Ши дошёл до финала чемпионата АХЛ.

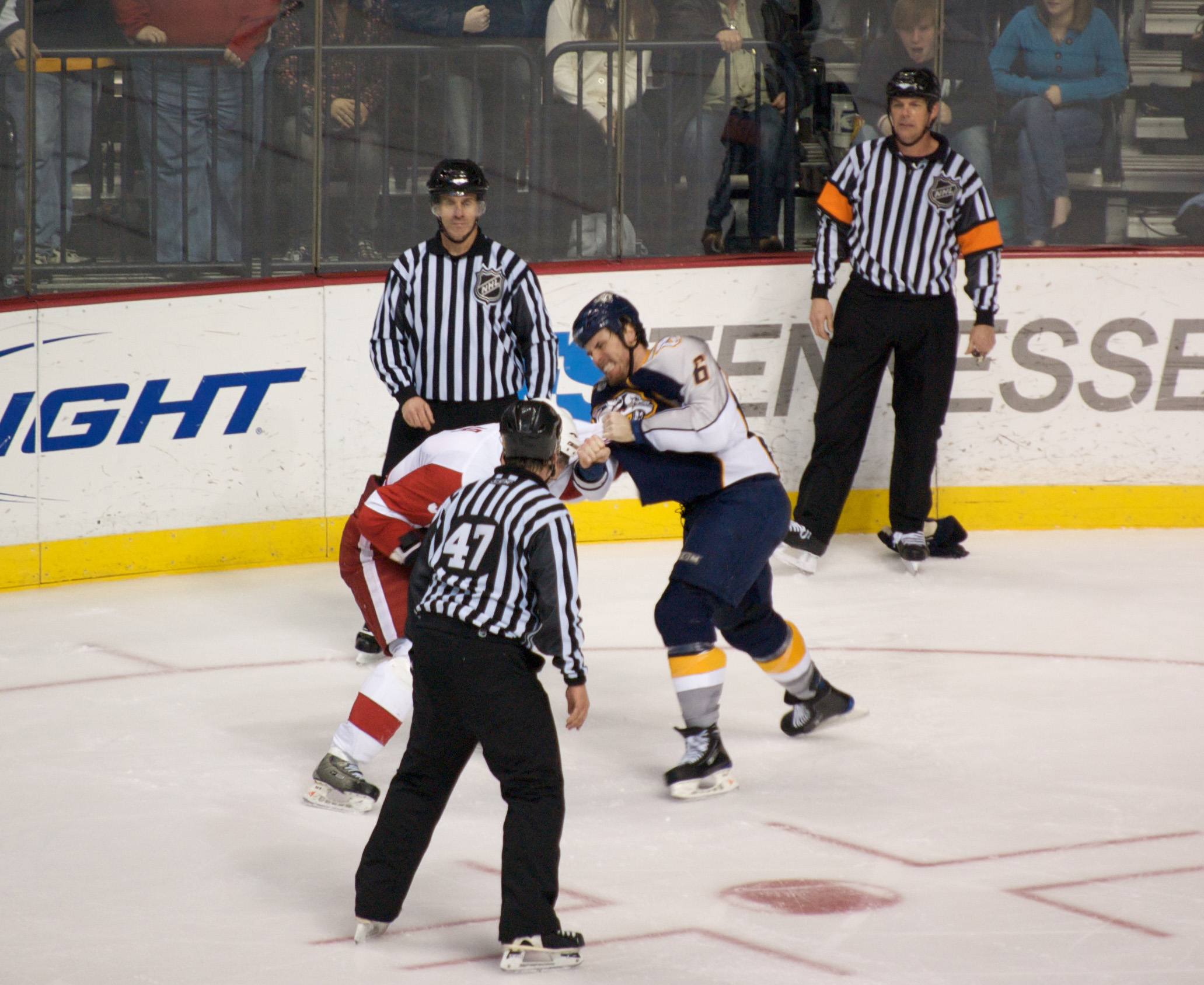
Уэбер (справа) дерётся с игроком «Детройта» Андресом Лилья в матче регулярного чемпионата в марте 2009 г.

В следующем году Уэбер стал одним из основных игроков «Нэшвилла». В течение регулярного сезона он провёл 79 игр, в которых набрал 40 очков — 17 шайб и 23 передачи. Прогресс в игре канадского защитника был замечен лигой, и его пригласили на Матч молодых звёзд НХЛ, состоявшийся в январе 2007 года. Сезон же «Предаторз» вновь закончили на стадии 1/8 финала плей-офф, и вновь их обидчиками был «Сан-Хосе», снова выигравший серию со счётом 4–1.
Третий НХЛ-овский сезон получился не самым удачным. Уэберу прошлось пропустить первую половину чемпионата из-за серии травм. Несмотря на это, летом 2008 года руководство «Предаторз» предложило защитнику новый контракт. Соглашение было рассчитано на три года, за которые Уэбер должен заработать $ 13,5 млн.
В первый же год своего нового контракта Ши принялся его оправдывать, утвердившись в качестве безусловного лидера оборонительной линии «Нэшвилла». Сезон Уэбер закончил с лучшими статистическими показателями в карьере — 81 проведенная игра, 23 гола, 53 очка. Даже в масштабах всей лиги Уэбер подошёл близко к статусу элитного игрока, одним из свидетельств чему стало приглашение на Матч всех звёзд НХЛ 2009. В марте 2009 г. Ши подрался в трёх играх подряд.
На пятый год своего пребывания в столице штата Теннесси игра Уэбера не стала хуже. К олимпийской паузе он подошёл с отличной статистикой: 35 очков в 59 матчах. К тому же он быстро превращался в настоящего вожака своей команды, постоянно вмешиваясь в различные стычки на льду и защищая своих партнёров. Правда, после Олимпиады его результативность несколько снизилась, и он закончил сезон с 43 баллами.

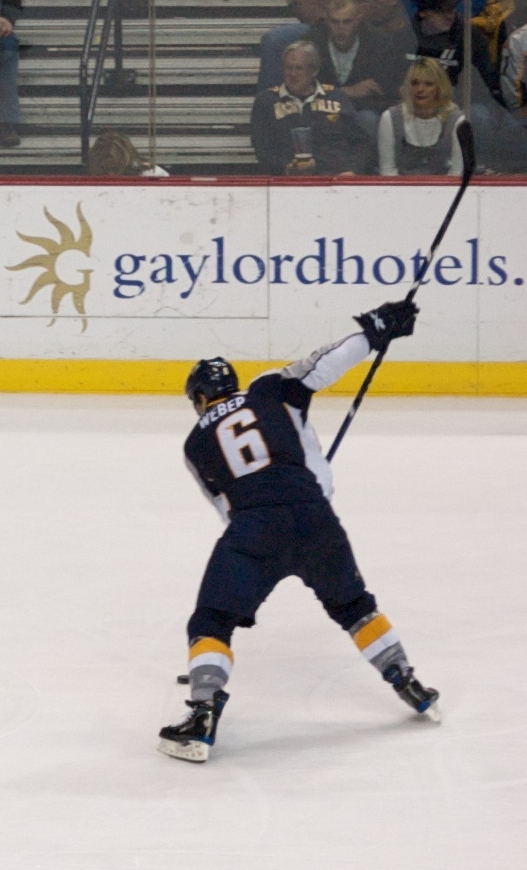
Щелчок Уэбера считали одним из самых лучших в НХЛ

8 июля 2010 года Ши Уэбер был назначен 5-м капитаном в истории «Нэшвилл Предаторз», сменив на этом посту Джейсона Арнотта, обменянного в «Нью-Джерси Девилз». Он стал самым молодым капитаном в истории клуба и первым капитаном, задрафтованным «хищниками». В январе 2011 Ши был вызван на Матч всех звезд в Роли, в котором отдал 4 результативные передачи и заработал показатель полезности +6. В этом сезоне Уэбер сыграл во всех 82 матчах, проводя на льду в среднем 25:19. В плей-офф «Нэшвилл» впервые прошёл первый раунд, переиграв в 6 играх «Анахайм», но в полуфинале Западной конференции уступил «Ванкувер Кэнакс». По итогам сезона Уэбер попал в тройку финалистов на «Норрис Трофи», но занял по итогам голосования 2 место, уступив Никласу Лидстрёму 9 очков (727 против 736). Также Уэбер попал в первую пятерку Команды всех звезд.
1 июля 2011 года Уэбер стал ограниченно свободным агентом. Не договорившись по контракту с «хищниками», Ши и клуб пошли в арбитражный суд. В результате, игрок заключил однолетний контракт на $ 7,5 млн. По итогам сезона Ши Уэбер опять попал в список финалистов на «Норрис Трофи». Однако защитник снова занял 2 место, уступив Эрику Карлссону из «Оттавы Сенаторз», и второй раз подряд был выбран в первую пятерку Команды всех звезд.
По окончании однолетнего контракта Уэбер вновь стал ограниченно свободным агентом. «Филадельфия Флайерз» предложила игроку 14-летний контракт на сумму в $ 110 млн. Чтобы сохранить капитана, «Нэшвилл» повторил предложение «лётчиков».
В локаутном сезоне 2012/13 Уэбер сыграл во всех матчах, однако «Предаторз» впервые за 4 года не смогли пробиться в плей-офф.
В следующем сезоне Ши Уэбер установил личный рекорд результативности, набрав 56 очков в 79 матчах, но «Нэшвилл» вновь остался за бортом плей-офф. Защитник «хищников» в третий раз вошёл в список финалистов на «Норрис Трофи», но снова приз достался не ему, а Данкану Киту из «Чикаго Блэкхокс». Также Уэбер попал во вторую пятерку Команды всех звезд.
В сезоне 2015/16 Уэбер в игре с «Детройт Ред Уингз» сделал первый в карьере хет-трик, который также оказался первым хет-триком защитника в истории «Нэшвилла».

### Монреаль Канадиенс
29 июня 2016 года был обменян в трейде-блокбастере в «Монреаль Канадиенс» на защитника Пи-Кея Суббана. Перед сезоном 2016/17 был назначен ассистентом капитана Макса Пачиоретти. В первом же сезоне за «Монреаль» стал самым результативным защитником (42 очка) и помог команде выйти в плей-офф. Также стал лучшим в команде по очкам и голам в большинстве (22 и 12 соответственно).
Сезон 2017/18 сложился неудачно для Уэбера. Ши сыграл лишь 26 матчей из-за травмы ноги.
1 октября 2018 года был назначен капитаном «Монреаль Канадиенс».
2 февраля 2021 года провёл 1000-ю игру в НХЛ. Оставшуюся часть сезона 2020/21 Уэбер вновь играл травмированным, но несмотря на это он продолжал проводить больше всех времени на площадке среди защитников, оставаясь лидером обороны «Канадиенс». Усилия Уэбера позволили «Монреалю» впервые с 1993 года выйти в финал Кубка Стэнли, где «Монреаль» уступил «Тампе» 1:4 в серии. По окончании сезона генеральный менеджер команды «Монреаля» Марк Бержевен анонсировал, что из-за множества травм (голеностопа, стопы, колена и большого пальца) Уэбер пропустит сезон 2021/22 и, вероятнее всего, завершит свою профессиональную хоккейную карьеру.
В июне 2022 года контракт Уэбера был обменян в «Вегас» на Евгения Дадонова, а в феврале 2023 года «Вегас» обменял контракт Уэбера уже в «Аризону Койотис». Ныне контракт Уэбера принадлежит новообразованной «Юте».
В 2024 году Уэбер был включён вместе с бывшим генеральным менеджером «Нэшвилла» Дэвидом Пойлом в Зал хоккейной славы.

## Международная карьера

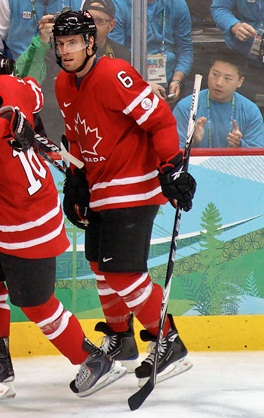
Уэбер на ОИ в Ванкувере в 2010 году

На международной арене в составе сборной Канады Уэбер принял участие во множестве турниров. В 2005 году он выиграл молодёжный чемпионат мира, который проходил в США. В 2007 году Уэбер завоевал золото чемпионата мира в Москве. В 2009 году серебро чемпионата мира в Швейцарии.
30 декабря 2009 года Уэбер был вызван в сборную Канады для участия в зимних Олимпийских играх в Ванкувере, где стал чемпионом. Спустя 4 года повторил это достижение в Сочи.
Также в 2016 году был вызван на Кубок мира, в котором сборная Канады стала победителем. На турнире провёл 5 из 6 матчей, но не набрал ни одного очка.

## Статистика
| Легенда | Легенда                    | Легенда | Легенда                   | Легенда | Легенда    |
| ------- | -------------------------- | ------- | ------------------------- | ------- | ---------- |
| И       | Количество проведённых игр | Штр     | Штрафное время            | +/−     | Плюс-минус |
| Г       | Голы                       | П       | Голевые передачи          | О       | Очки       |
| -       | Статистика неизвестна      | —       | Статистика не учитывалась |         |            |

## Достижения
| Награда                                    | Год                                      |
| ------------------------------------------ | ---------------------------------------- |
| Участник матча всех звёзд (7)              | 2009, 2011, 2012, 2015, 2016, 2017, 2020 |
| Попадание в Первую Сборную всех звёзд НХЛ  | 2011, 2012                               |
| Попадание во Вторую Сборную всех звёзд НХЛ | 2014, 2015                               |
| Номинант на «Джеймс Норрис Трофи» (3)      | 2011, 2012, 2014                         |
| «Марк Мессье Лидершип Эворд»               | 2016                                     |
| Олимпийский чемпион (2)                    | 2010, 2014                               |
| Обладатель кубка мира                      | 2016                                     |